# АКСМ-221
АКСМ-221 — двухосный низкопольный троллейбус производства Белкоммунмаш. При сборке троллейбуса используется машинокомплект автобуса МАЗ-103, кроме того, машины унифицированы по многим узлам. Троллейбус АКСМ-221 оснащён тиристорно-импульсной системой управления (ТИСУ). Троллейбус оборудован электронным табло-маршрутоуказателем и автоинформатором.

## Общее описание
Троллейбус АКСМ-221 почти полностью унифицирован с белорусским автобусом МАЗ-103. В длину троллейбус имеет 12,2 метра, в ширину 2,52 метра и в высоту 3,24 метра. Кузов троллейбуса — вагонной компоновки, несущий, с закруглёнными боковинами и рамной основой.
Троллейбус оборудован одной сборной площадкой, которая оснащена оборудованием для перевозки инвалидов, включая дополнительный выдвижной пандус, выдвигающийся из-под средних дверей. Перила вертикальные (устанавливаются в сборных площадках и у дверей) и горизонтальные — расположены вдоль всего салона с правой и левой сторон, оснащены кожаными ручками.
Двери двустворчатые, поворотно-раздвижного типа, малошумные, открываются при помощи электропневмопривода. Также двери оснащены механизмами против защемления и блокировкой движения с открытыми дверьми. Боковые окна толщиной 4-5 миллиметров тонированы зелёной или чёрной плёнкой. Общая вместимость троллейбуса при полной загрузке 108 человек.
Кабина водителя отделена от салона перегородкой. В кабину можно попасть при помощи отдельной двери с улицы (передняя створка 1-й двери). Кабина оборудована всеми необходимыми предметами при аварийной ситуации, например дополнительная система контроля за троллейбусом, который помогает найти поломку, также есть аптечка, огнетушитель, возможно установить дополнительное оборудование. Пульт управления выполнен из стеклопластика, электрооборудование вынесено полностью на крышу. Есть функции антизапотевания и антизамерзания лобового стекла. Ветровое стекло бесцветное, выгнутое, разделено надвое, стеклоочистители рычажные, сконструированные из металла и пластика, очень прочные.
Комплект тягового электрооборудования тиристорно-импульсный, салон и двери электроизолированы, изоляция кузова выполнена с повышенными мерами безопасности, например, кабели штангоулавливателя покрыты двумя слоями изоляции, а оборудование герметизировано.

15 сентября 2021 года эксплуатация троллейбусов БКМ-221 в Минске была прекращена. Последний троллейбус данной модели № 2426 был выведен из эксплуатации, а троллейбус № 5372 передан в музей Минсктранс. Ещё один город, в котором эксплуатирутирутся данный троллейбус в количестве 21 экземпляр это Брест. В Бресте ни один троллейбус не был списан.